# París-Niza 1974
La París-Niza 1974 fue la edición número 32 de la carrera, que estuvo compuesta de nueve etapas y un prólogo disputados del 10 al 16 de marzo de 1974. Los ciclistas completaron un recorrido de 1.267 km con salida en Saint-Fargeau y llegada a Col d'Èze, en Francia. La carrera fue vencida por el holandés Joop Zoetemelk, que fue acompañado en el podio por el francés Alain Santy y el belga Eddy Merckx. 

## Resultados de las etapas
| Etapa                  | Fecha       | Recorrido                      | km     | Ganador                      | Líder          |
| ---------------------- | ----------- | ------------------------------ | ------ | ---------------------------- | -------------- |
| Prólogo                | 9 de marzo  | Saint-Fargeau-Ponthierry (CRE) | 6 km   | Eddy Merckx y Joseph Bruyere | Eddy Merckx    |
| 1.ª etapa              | 10 de marzo | Ponthierry-Orléans             | 209 km | Eddy Merckx                  | Eddy Merckx    |
| 2.ª etapa              | 11 de marzo | Sully-sur-Loire-Château-Chinon | 201 km | Bernard Thevenet             | Eddy Merckx    |
| 3.ª etapa              | 12 de marzo | Paray-le-Monial-Saint-Étienne  | 164 km | Cyrille Guimard              | Eddy Merckx    |
| 4.ª etapa              | 13 de marzo | Saint-Étienne-Aurenja          | 216 km | Eric Leman                   | Eddy Merckx    |
| 5.ª etapa              | 14 de marzo | Aurenja-Bandol                 | 214 km | Eddy Merckx                  | Eddy Merckx    |
| 6.ª etapa, 1.er sector | 15 de marzo | Carqueiranne-Mont Faron (CRI)  | 21 km  | Joop Zoetemelk               | Joop Zoetemelk |
| 6.ª etapa, 2.º sector  | 15 de marzo | Toulon-Draguignan              | 112 km | Alfred Gaida                 | Alain Santy    |
| 7.ª etapa, 1.er sector | 16 de marzo | Seillans-Niza                  | 110 km | Rik van Linden               | Alain Santy    |
| 7.ª etapa, 2.º sector  | 16 de marzo | Niza-Col d'Èze (CRI)           | 9.5 km | Joop Zoetemelk               | Joop Zoetemelk |

## Etapas

### Prólogo
9-03-1974. Saint-Fargeau-Ponthierry, 6 km. CRI
Prólogo disputado por parejas
|   | Ciclista                      | Equipo           | Tiempo |
| - | ----------------------------- | ---------------- | ------ |
| 1 | Eddy Merckx y Joseph Bruyere  | Molteni          | 8' 12" |
| 2 | Rik van Linden y Roger Swerts | Ijsboerke-Colner | + 5"   |
| 3 | Alain Santy y Cees Bal        | Gan-Mercier      | + 8"   |

### 1.ª etapa
10-03-1974. Ponthierry-Orléans, 209 km.
|   | Ciclista           | Equipo               | Tiempo     |
| - | ------------------ | -------------------- | ---------- |
| 1 | Eddy Merckx        | Molteni              | 5h 10' 57" |
| 2 | Ryszard Szurkowski | Selección de Polonia | m. t.      |
| 3 | Rik van Linden     | Ijsboerke-Colner     | m. t.      |

### 2.ª etapa
11-03-1974. Sully-sur-Loire-Château-Chinon 201 km.
|   | Ciclista         | Equipo                | Tiempo     |
| - | ---------------- | --------------------- | ---------- |
| 1 | Bernard Thevenet | Peugeot-BP-Michelin   | 5h 23' 25" |
| 2 | Georges Pintens  | MIC-Ludo-De Gribaldy  | m. t.      |
| 3 | Cyrille Guimard  | Merlin Plage-Flandria | + 1"       |

### 3.ª etapa
12-03-1974. Paray-le-Monial-Saint-Étienne 164 km.
|   | Ciclista         | Equipo                | Tiempo     |
| - | ---------------- | --------------------- | ---------- |
| 1 | Cyrille Guimard  | Merlin Plage-Flandria | 4h 31' 47" |
| 2 | Willy Planckaert | Ijsboerke-Colner      | m. t.      |
| 3 | Rik van Linden   | Ijsboerke-Colner      | m. t.      |

### 4.ª etapa
13-03-1974. Saint-Étienne-Aurenja, 216 km.
|   | Ciclista           | Equipo               | Tiempo     |
| - | ------------------ | -------------------- | ---------- |
| 1 | Eric Leman         | Bic                  | 5h 33' 09" |
| 2 | Rik van Linden     | IJsboerke-Colner     | m. t.      |
| 3 | Ryszard Szurkowski | Selección de Polonia | m. t.      |

### 5.ª etapa
14-03-1974. Aurenja-Bandol, 214 km.
Guimard es golpeado por un espectador después del sprint final rompiéndose la muñeca.
|   | Ciclista        | Equipo                | Tiempo     |
| - | --------------- | --------------------- | ---------- |
| 1 | Eddy Merckx     | Molteni               | 5h 36' 39" |
| 2 | Cyrille Guimard | Merlin Plage-Flandria | m. t.      |
| 3 | Rik van Linden  | IJsboerke-Colner      | m. t.      |

### 6.ª etapa,1.ersector
15-03-1974. Carqueiranne-Mont Faron, 21 km. (CRI)
El líder Merckx no rinde a su nivel por culpa de una bronquitis.
|   | Ciclista         | Equipo              | Tiempo  |
| - | ---------------- | ------------------- | ------- |
| 1 | Joop Zoetemelk   | Gan-Mercier         | 39' 20" |
| 2 | Bernard Thevenet | Peugeot-BP-Michelin | + 28"   |
| 3 | Raymond Poulidor | Gan-Mercier         | + 30"   |

### 6.ª etapa, 2.º sector
15-03-1974. Toulon-Draguignan, 112 km.
|   | Ciclista       | Equipo         | Tiempo     |
| - | -------------- | -------------- | ---------- |
| 1 | Alfred Gaida   | Rokado         | 3h 01' 16" |
| 2 | Alain Santy    | Gan-Mercier    | m. t.      |
| 3 | Gérard Besnard | Sonolor-Gitane | + 44"      |

### 7.ª etapa,1.ersector
16-03-1974. Seillans-Niza, 110 km.
|   | Ciclista           | Equipo               | Tiempo     |
| - | ------------------ | -------------------- | ---------- |
| 1 | Rik van Linden     | IJsboerke-Colner     | 2h 50' 24" |
| 2 | Ryszard Szurkowski | Selección de Polonia | m. t.      |
| 3 | Jean-Paul Richard  | Gan-Mercier          | m. t.      |

### 7.ª etapa, 2.º sector
16-03-1974. Niza-Col d'Èze, 9.5 km. CRI
|   | Ciclista          | Equip          | Temps   |
| - | ----------------- | -------------- | ------- |
| 1 | Joop Zoetemelk    | Gan-Mercier    | 20' 39" |
| 2 | Joaquim Agostinho | Bic            | + 14"   |
| 3 | Mariano Martínez  | Sonolor-Gitane | + 41"   |

## Clasificaciones finales

### Clasificación general
| Pos. | Ciclista          | Equipo              | Tiempo      |
| ---- | ----------------- | ------------------- | ----------- |
|      | Joop Zoetemelk    | Gan-Mercier         | 33h 16' 55" |
| 2    | Alain Santy       | Gan-Mercier         | + 29"       |
| 3    | Eddy Merckx       | Molteni             | + 1' 01"    |
| 4    | Bernard Thevenet  | Peugeot-BP-Michelin | + 1' 26"    |
| 5    | Raymond Poulidor  | Gan-Mercier         | + 1' 33"    |
| 6    | Mariano Martínez  | Sonolor-Gitane      | + 2' 11"    |
| 7    | Hennie Kuiper     | Rokado              | + 2' 25"    |
| 8    | Leif Mortensen    | Bic                 | + 3' 08"    |
| 9    | Miguel María Lasa | Kas                 | + 3' 29"    |
| 10   | Rik van Linden    | IJsboerke-Colner    | + 3' 34"    |